# وباء الكوليرا الرابع
بدأ وباء الكوليرا الرابع في القرن التاسع عشر في دلتا الغانج في منطقة البنغال وانتقل مع الحجاج المسلمين إلى مكة المكرمة. في السنة الأولى، وتحديدا عام 1863 للميلادي أودى الوباء بحياه حوالي من 30,000 إلى 90,000 من الحجاج في مكة. وانتشرت الكوليرا في جميع أنحاء الشرق الأوسط وانتقلت إلى روسيا وأوروبا وأفريقيا وأمريكا الشمالية.
في عام 1865 وصل الوباء إلى شمال أفريقيا وانتشر إلى أفريقيا جنوب الصحراء الكبرى، مما أسفر عن مقتل 70,000 في زنجبار في بين عامي 1869-1870. في عام 1866 توفي حوالي 90,000 شخص في روسيا بسبب الكوليرا. يقدر الأشخاص المتوفون بوباء الكوليرا والذي قد انتشر مع الحرب النمساوية البروسية عام 1866 حوالي 165,000 شخص في إبان حقبة الإمبراطورية النمساوية، تضمنت وفاة 30,000 شخص كل من المجر وبلجيكا و 20,000 شخص في هولندا.
في مدينة لندن في شهر يونيو عام 1866، أدى تفشي الكوليرا إلى وفاة 5966 شخص، وفي تلك الأثناء كانت المدينة تستكمل بناء شبكات الصرف الصحي ومعالجة المياه الرئيسية. قال عالم الأوبئة البريطاني ويليام فار بأن إحدى شركات المياه شرق لندن تعتبر هي مصدر التلوث. استخدم ويليام فار نفس المبدأ السابق للطبيب البريطاني جون سنو بأن مياه الشرب الملوثة إعتبرت سبب محتمل للكوليرا عندما تفشت عام 1854. في العام نفسه أي عام 1866، أدى استخدام مياه القناة الملوثة في أعمال المياه المحلية إلى تفشي الكوليرا بشكل طفيف في قرية استاليفيرا في جنوب ويلز. توفي حوالي 119 شخص أغلبهم من العمال الذين يعملون في الشركة وأسرهم.
في عام 1867، توفي 000 113 شخص في إيطاليا، وتوفي 000 80 شخص بسبب وباء الكوليرا في الجزائر . أسفرت حالات تفشي الأمراض في أمريكا الشمالية في سبعينيات القرن التاسع عشر لوفاة حوالي 50 ألف أمريكي بسبب انتشار الكوليرا من نيو أورليانز على طول نهر المسيسيبي والموانئ التي عليه.